# Nokia 5500

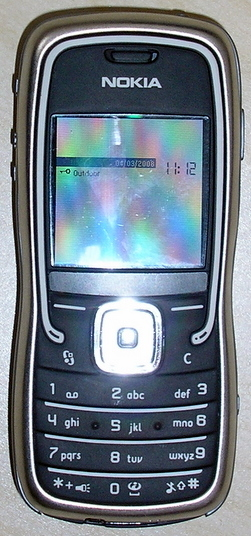
Nokia 5500 Sport.

O Nokia 5500 é um telemóvel com suporte GSM 900/1800/1900 lançado em 2006. O Nokia 5500 corre Symbian (Série 60) e a sua produção já foi descontinuada. Continua a ser um telemóvel Nokia procurado por vários coleccionadores.[carece de fontes?]

## Especificações técnicas do Nokia 5500
- Rede - GSM 900/1800/1900
- Dimensões - 107 x 45 x 18 mm
- Peso - 103 g
- Ecrã - TFT
- Memória - Registo ilimitado de contactos; 8 MB de espaço de armazenamento; 64 MB RAM; Suporte cartões microSD até 2 GB.
- Opções de conectividade - Bluetooth, Infravermelhos, USB 2.0.
- Câmara digital - 2 MP (1600x1200)
- Sistema operativo - Symbian OS, S60